# Startgemeinschaft der Sportschwimmer in Dortmund
Die Startgemeinschaft der Sportschwimmer in Dortmund e. V. oder kurz SG Dortmund ist ein Zusammenschluss der Schwimmabteilungen von sechs Dortmunder Sportvereinen mit insgesamt über 4000 Mitgliedern. Die Anzahl der aktiven Schwimmer liegt bei 400. Die 1. Herrenmannschaft der SG, die unter dem selbstgewählten Spitznamen SG-Unit auftritt, ist zur Saison 2006/07 in die 1. Bundesliga Schwimmen aufgestiegen, die Frauenmannschaft startet in der 2. Bundesliga West.

## Stammvereine
- Freier Sportverein Dortmund von 1898
- Schwimmverein Hellas Dortmund 1923
- SV Westfalen Dortmund 1896

## Erfolge
Erfolge der 1. Mannschaft der SG Dortmund:
- 1. Platz der Männermannschaft bei den Deutschen Langbahnmeisterschaften 2008 mit der 4 × 100-m-Lagenstaffel in der deutschen Rekordzeit von 3:40,68 (Besetzung: Robert Könneker, Philipp Cool, Alexander Crasmöller, Marius Dittrich)
- 1. Platz der Männermannschaft bei den Deutschen Kurzbahnmeisterschaften (DKM) 2007 mit der 4 × 50-m-Lagenstaffel (Besetzung: Robert Könneker, Philipp Cool, Alexander Crasmöller, Marius Dittrich)
- 3. Platz 2007 der Männermannschaft bei den Deutschen Mannschaftsmeisterschaften (DMS) in der 1. Bundesliga Schwimmen
- Deutscher Meister 2007 mit der 4 × 200-m-Freistilstaffel (Besetzung: Robert Könneker, Marcel Berghammer, Dominik Keil, Marius Dittrich)
- Deutscher Wintermeister 2006 mit der 4 × 50-m-Lagenstaffel in deutscher Rekordzeit von 1:42,78 (Besetzung: Dominik Keil, Philipp Cool, Marius Dittrich, Robert Könneker)
- Deutscher Meister 2006 mit der 4 × 200-m-Freistilstaffel (Besetzung: Axel Könneker, Marius Dittrich, Dominik Keil, Robert Könneker)
- Deutscher Meister 2006 mit der 4 × 100-m-Lagenstaffel (Besetzung: Dominik Keil, Marius Dittrich, Philipp Cool, Robert Könneker)
- Deutscher Vizemeister 2006 der Männermannschaft bei den Deutschen Mannschaftsmeisterschaften (DMS) in der 1. Bundesliga "Schwimmen"
- Deutscher Vizemeister 2006 mit der 4 × 100-m-Freistilstaffel (Besetzung: Axel Könneker, Marius Dittrich, Dominik Keil, Robert Könneker)
- Deutscher Vizemeister 2004 mit der 4 × 200-m-Freistilstaffel (Besetzung: Axel Könneker, Robert Könneker, Bastian Fritz, Martin Runde)
- unzählige Titel und Platzierungen in der Einzel- und Mannschaftswertung bei NRW-Meisterschaften

Die Schwimmer der SG Dortmund erreichten u. a. folgende Einzeltitel (Auflistung unvollständig):
- Sonja Schöber wurde Deutsche Meisterin 2007 über 100 m Brust mit einer Zeit von 1:09,20 Minuten

Erfolge der  Masterssparte:
- Deutscher Mannschaftsmeister der Masters 1999, 2004 & 2005
- Corinna Miede: Altersklasseneuropameisterin AK 25 in Millau 2003 über 200 m Freistil
- Ute Cimdins: Altersklassen-Europameisterin AK 45 in Millau 2003 über 50 m Rücken
- Michael Prüfert: Altersklasseneuropameister AK 40 in Stockholm 2005 über 400 m Freistil

## Vereinsstätte
Das Vereinsbad ist das Südbad, das von Dezember 2003 bis zum Februar 2007 saniert wurde und nun wieder internationalen Ansprüchen als Wettkampfstätte genügt. In den Jahren der Sanierung nutzte der Verein das Hallenbad Brackel sowie das Nordbad Dortmund als Trainingsstätte. Im Sommer wurden mehrere Dortmunder Freibäder genutzt. Nach Fertigstellung der Südbadsanierung wird das jährlich im Dezember stattfindende und international bekannte Schwimmfestival ISDO neu auferlegt.